# 19789 Сьюзанджонсон
19789 Сьюзанджонсон (19789 Susanjohnson) — астероїд головного поясу, відкритий 24 серпня 2000 року.
Тіссеранів параметр щодо Юпітера — 3,599.